# Liste des conseillers généraux de Saône-et-Loire
Cette page procure une liste des conseillers généraux de Saône-et-Loire, un département français, de 2012 à 2015.

## Composition du conseil général de Saône-et-Loire (57 sièges) de 2012 à 2015
| Parti                                | Sigle | Élus |
| ------------------------------------ | ----- | ---- |
| Majorité (39 sièges)                 |       |      |
| Parti socialiste                     | PS    | 31   |
| Divers gauche                        | DVG   | 5    |
| Cap21                                | Cap21 | 1    |
| Parti communiste français            | PCF   | 1    |
| Parti radical de gauche              | PRG   | 1    |
| Opposition (18 sièges)               |       |      |
| Union pour un mouvement populaire    | UMP   | 14   |
| Divers droite                        | DVD   | 2    |
| Union des démocrates et indépendants | UDI   | 1    |
| Mouvement pour la France             | MPF   | 1    |
| Président du Conseil Général         |       |      |
| Rémi Chaintron (PS)                  |       |      |

## Liste des conseillers généraux de Saône-et-Loire de 2012 à 2015
| Canton                              | Circ | Conseiller général          | Parti | Série |
| ----------------------------------- | ---- | --------------------------- | ----- | ----- |
| Arrondissement d'Autun              |      |                             |       |       |
| canton d'Autun-Nord                 | 3    | Ghislaine Colombo           | PS    | 2011  |
| canton d'Autun-Sud                  | 3    | Rémy Rebeyrotte             | Cap21 | 2008  |
| canton de Couches                   | 3    | Bernard Dessendre           | UMP   | 2008  |
| canton du Creusot-Est               | 3    | Evelyne Couillerot          | PS    | 2008  |
| canton du Creusot-Ouest             | 3    | Serge Chevalier             | PS    | 2008  |
| canton d'Épinac                     | 3    | Jean-François Nicolas       | PS    | 2011  |
| canton d'Issy-l'Évêque              | 3    | Édith Perraudin             | UMP   | 2011  |
| canton de Lucenay-l'Évêque          | 3    | Jean-Baptiste Pierre        | DVG   | 2011  |
| canton de Mesvres                   | 3    | Christian Gillot            | PS    | 2011  |
| canton de Montcenis                 | 4    | Thomas Thévenoud            | PS    | 2008  |
| canton de Saint-Léger-sous-Beuvray  | 3    | Dominique Commeau           | DVG   | 2011  |
| Arrondissement de Chalon-sur-Saône  |      |                             |       |       |
| canton de Buxy                      | 5    | Dominique Lanoiselet        | UMP   | 2008  |
| canton de Chagny                    | 3    | Claudette Brunet-Lechenault | PRG   | 2008  |
| canton de Chalon-sur-Saône-Centre   | 5    | Bemjamin Griveaux           | PS    | 2008  |
| canton de Chalon-sur-Saône-Nord     | 5    | Françoise Verjux-Pelletier  | PS    | 2008  |
| canton de Chalon-sur-Saône-Ouest    | 5    | Nathalie Leblanc            | PS    | 2008  |
| canton de Chalon-sur-Saône-Sud      | 6    | FernandRenault              | PS    | 2011  |
| canton de Givry                     | 5    | Pierre Voarick              | UMP   | 2011  |
| canton de Mont-Saint-Vincent        | 4    | Jean Girardon               | UDI   | 2011  |
| canton de Montceau-les-Mines-Nord   | 4    | Laurent Selvez              | PS    | 2011  |
| canton de Montceau-les-Mines-Sud    | 4    | Alain Philibert             | PCF   | 2008  |
| canton de Montchanin                | 4    | Jean-Yves Vernochet         | PS    | 2008  |
| canton de Saint-Germain-du-Plain    | 6    | Alain Doulé                 | PS    | 2011  |
| canton de Saint-Martin-en-Bresse    | 6    | Jean-Luc Voiret             | PS    | 2008  |
| canton de Sennecey-le-Grand         | 5    | Cécile Untermaier           | PS    | 2011  |
| canton de Verdun-sur-le-Doubs       | 6    | Jean-Paul Diconne           | PS    | 2008  |
| Arrondissement de Charolles         |      |                             |       |       |
| canton de Bourbon-Lancy             | 2    | Jean-Paul Drapier           | PS    | 2008  |
| canton de Charolles                 | 2    | Christian Bonnot            | PS    | 2008  |
| canton de Chauffailles              | 2    | Marie-Christine Bignon      | MPF   | 2008  |
| canton de la Clayette               | 2    | Alain Gautheron             | UMP   | 2011  |
| canton de Digoin                    | 2    | Philomène Baccot            | PS    | 2011  |
| canton de Gueugnon                  | 2    | Dominique Lotte             | PS    | 2008  |
| canton de la Guiche                 | 4    | Jean-François Lautissier    | PS    | 2008  |
| canton de Marcigny                  | 2    | Jacques Rebillard           | DVG   | 2011  |
| canton de Palinges                  | 4    | Paul Pluchaud               | UMP   | 2008  |
| canton de Paray-le-Monial           | 2    | André Accary                | UMP   | 2011  |
| canton de Saint-Bonnet-de-Joux      | 2    | Jacques Lecoq               | UMP   | 2008  |
| canton de Semur-en-Brionnais        | 2    | André Mamessier             | DVD   | 2011  |
| canton de Toulon-sur-Arroux         | 4    | Jean-Paul Meunier           | PS    | 2008  |
| Arrondissement de Louhans           |      |                             |       |       |
| canton de Beaurepaire-en-Bresse     | 6    | Martine Chevallier          | UMP   | 2011  |
| canton de Cuiseaux                  | 6    | Frédéric Cannard            | PS    | 2011  |
| canton de Cuisery                   | 6    | Thierry Colin               | DVD   | 2011  |
| canton de Louhans                   | 6    | Rémi Chaintron              | PS    | 2008  |
| canton de Montpont-en-Bresse        | 6    | Roland Sixdenier            | UMP   | 2008  |
| canton de Montret                   | 6    | Arnaud Montebourg           | PS    | 2008  |
| canton de Pierre-de-Bresse          | 6    | Alain Gillet                | UMP   | 2008  |
| canton de Saint-Germain-du-Bois     | 6    | Jean-Luc Vernay             | PS    | 2011  |
| Arrondissement de Mâcon             |      |                             |       |       |
| canton de la Chapelle-de-Guinchay   | 1    | Daniel Juvanon              | UMP   | 2008  |
| canton de Cluny                     | 1    | Jean-Luc Fonteray           | PS    | 2011  |
| canton de Lugny                     | 1    | André Peulet                | PS    | 2011  |
| canton de Mâcon-Centre              | 1    | Joëlle Marzio               | PS    | 2011  |
| canton de Mâcon-Nord                | 1    | Gérard Colon                | UMP   | 2008  |
| canton de Mâcon-Sud                 | 1    | Pierre Martinerie           | PS    | 2011  |
| canton de Matour                    | 1    | Armand Charnay              | DVG   | 2011  |
| canton de Saint-Gengoux-le-National | 4    | Jean-Pierre Chapelon        | DVG   | 2008  |
| canton de Tournus                   | 6    | Gérard Buatois              | PS    | 2008  |
| canton de Tramayes                  | 1    | Maurice Benas               | UMP   | 2008  |